# Aphysotes tubericollis
Aphysotes tubericollis é uma espécie de coleóptero da tribo Anaglyptini (Cerambycinae).

## Sistemática
- Ordem Coleoptera
  - Subordem polyphga
    - Infraordem Cucujiformia
      - Superfamília Chrysomeloidea
        - Família Cerambycidae
          - Subfamília Cerambycinae
            - Tribo Anaglyptini
              - Gênero Aphysotes
                - Aphysotes tubericollis Bates, 1885